# Санта-Криштина-де-Аройнш
Санта-Криштина-де-Аройнш (порт. Santa Cristina de Arões) — район (фрегезия) в Португалии, входит в округ Брага. Является составной частью муниципалитета Фафе. Находится в составе крупной городской агломерации Большое Минью. По старому административному делению входил в провинцию Минью. Входит в экономико-статистический субрегион Аве, который входит в Северный регион. Население составляет 1352 человека на 2001 год. Занимает площадь 3,55 км².